# Thomas Morony
Sir Thomas Lovett Morony, KCB, OBE, (* 23. September 1926 in Portsmouth, Hampshire, England; † 27. Mai 1989 in Yetminster, Dorset, England) war ein britischer Offizier und zuletzt General der British Army, der unter anderem von 1983 bis 1986 Militärischer Vertreter im NATO-Militärausschuss war. Er fungierte des Weiteren zwischen 1983 und 1988 als Master Gunner, St James’s Park.

## Leben
Thomas Lovett Morony, Sohn von Thomas Henry Morony († 1961), CSI, CIE, und dessen Ehefrau Evelyn Myra Lovett, absolvierte nach dem Schulbesuch eine Offiziersausbildung und wurde 1947 in die Royal Artillery übernommen. In den folgenden Jahren fand er zahlreiche Verwendungen als Offizier sowie Stabsoffizier und wurde für seine Verdienste 1969 Officer des Order of the British Empire (OBE). Im Dezember 1970 wurde er als Brigadegeneral (Brigadier) zunächst Kommandeur der 1. Artilleriebrigade (Commanding, 1st Artillery Brigade) und verblieb auf diesem Posten bis Februar 1973. Im Anschluss fungierte er von März 1973 bis August 1975 als stellvertretender Kommandant des Staff College Camberley. Im Oktober 1975 wurde er als Generalmajor (Major-General) Direktor für die Königliche Artillerie im Verteidigungsministerium des Vereinigten Königreichs und übte diese Funktion bis Juni 1978 aus. Im September 1978 löste er Generalmajor Marston Tickell als Kommandant des Royal Military College of Science ab, eine Postgraduiertenschule, Forschungs- und Ausbildungseinrichtung, deren Ursprünge bis ins Jahr 1772 zurückreichen, und hatte dieses Kommando bis Juli 1980 inne, woraufhin Generalmajor Richard Vincent ihn ablöste.
Im Dezember 1980 übernahm Morony als Generalleutnant (Lieutenant-General) von Generalleutnant Sir John Wilfred Stanier den Posten als Vize-Chef des Generalstabes (Vice-Chief of the General Staff) und bekleidete dieses Amt bis zu seiner Ablösung durch Generalleutnant Sir James Glover im Mai 1983. Im Rahmen der sogenannten „New Year Honours“ wurde er am 31. Dezember 1980 zum Knight Commander des Order of the Bath (KCB) geschlagen, so dass er fortan den Namenszusatz „Sir“ führte. Zuletzt wurde er zum General befördert und löste im Oktober 1983 Admiral Sir Anthony Morton als Militärischer Vertreter im NATO-Militärausschuss ab. Er bekleidete dieses Amt bis zu seinem Eintritt in den Ruhestand im August 1986 und wurde danach von Air Chief Marshal Sir Michael Knight abgelöst. Er fungierte zugleich von 1984 bis 1986 als Generaladjutant (Aide-de-camp General) von Königin Elisabeth II.
Sir Thomas Morony fungierte des Weiteren als Nachfolger von Sir Harry Tuzo zwischen 1983 und seiner Ablösung durch Martin Farndale 1988 als Master Gunner, St James’s Park. Aus seiner am 22. April 1961 geschlossenen Ehe mit Elizabeth Clark gingen die beiden Söhne Thomas George Michael Morony (* 1962) und Matthew Lovett Morony (* 1964) hervor.